# بويرتو دي لا كروث
بويرتو دي لا كروث (بالإسبانية: Puerto de la Cruz) هي مدينة تقع في مقاطعة سانتا كروث دي تينيريفه التابعة لمنطقة جزر الكناري جنوب غرب إسبانيا، تقع في جزيرة تنريف.

## الديموغرافيا
بلغ عدد سكان مدينة بويرتو دي لا كروث 30.849 نسمة عام 2023 (وفقاً للمعهد الوطني للإحصاء الإسباني).
| 24.542 | 24.050 | 30.466 | 30.613 | 31.131 | 32.219 | 32.817 | 30.849 |

## توأمة
لبويرتو دي لا كروث اتفاقيات توأمة مع كل من:
- مارتينسيكورو
- المنكب
- دوسلدورف

## أعلام
- بول نفرمان
- أغوستين دي بيتانكورت
- ماريا روزا ألونسو
- كارل كاري
- أيوزي غارسيا بيريز
- كارلوس آباد
- أيرام كابريرا
- أنطونيو رودريغيز
- كارلوس فيريرا دي لا توري